# Origanum
Marjolein (Origanum) is een plantengeslacht van circa twintig soorten. Twee bekende planten uit dit geslacht zijn echte marjolein (Origanum majorana) en de wilde marjolein (Origanum vulgare, ook bekend als oregano).

## Soorten
- Origanum acutidens
- Origanum amanum
- Origanum calcaratum
- Origanum dictamnus
- Origanum laevigatum
- Origanum leptocladum
- Origanum libanoticum
- Origanum majorana - echte marjolein
- Origanum microphyllum
- Origanum onites
- Origanum rotundifolium
- Origanum scabrum
- Origanum sipyleum
- Origanum syriacum
- Origanum vulgare - wilde marjolein

... · 
Ajuga (Zenegroen) · 
Anisomeles · 
Ballota (Ballote) · 
Basilicum · 
Cleonia · 
Clinopodium (Steentijm) · 
Dasymalla · 
Galeopsis (Hennepnetel) · 
Glechoma · 
Haplostachys · 
Hemiandra · 
Hyssopus · 
Lagochilus · 
Lamiastrum · 
Lamium (Dovenetel) · 
Lavandula (Lavendel) · 
Leonurus · 
Lycopus · 
Marrubium · 
Melissa (Melisse) · 
Mentha (Munt) · 
Nepeta (Kattenkruid) · 
Ocimum (Basilicum) · 
Origanum (Marjolein) · 
Perovskia · 
Phlomis · 
Prunella (Brunel) · 
Renschia · 
Rosmarinus · 
Salvia (Salie) · 
Satureja (Bonenkruid) · 
Scutellaria (Glidkruid) · 
Stachys (Andoorn) · 
Teucrium (Gamander) · 
Thymus (Tijm) · 
Vitex · 
Westringia · 
...